# Ptolemaios II.
Ptolemaios II. Philadelphos (altgriechisch Πτολεμαῖος Φιλάδελφος Ptolemaíos Philádelphos, deutsch ‚der „Geschwisterliebende“‘; * 308 v. Chr.; † 29. Januar 246 v. Chr.), Sohn Ptolemaios’ I. und der Berenike I., war von 285 bis 246 v. Chr. Pharao (König) von Ägypten in der griechisch-römischen Zeit. Seit 285 v. Chr. war Ptolemaios II. Mitregent seines Vaters und damit designierter Nachfolger. Kurze Zeit später scheint er mit der ägyptischen Doppelkrone gekrönt worden zu sein.

## Familie
Die Dynastie der Ptolemäer war nicht ägyptischen, sondern makedonischen Ursprungs. War Ptolemaios II. in erster Ehe mit Arsinoë I. verheiratet, kam es anschließend zu einer pharaonische Traditionen aufgreifenden Geschwisterehe mit seiner Schwester Arsinoë II.
- Eltern: Ptolemaios I. Soter und dessen zweite Frau Berenike I. Sie verdrängte die Königin Eurydike und deren Sohn und ursprünglichen Thronnachfolger Ptolemaios Keraunos (Halbbruder Ptolemaios II.). Sie erhielt 290 deren Titel und war die Lieblingsfrau Ptolemaios’ I.
- Vollgeschwister: Arsinoë II., Philothera, Theoxene
- Halbgeschwister: Ptolemaios Keraunos, Meleagros, Lysandra; Lagos, Leontiskos, Eirene
- Stiefgeschwister: Magas, Eirene, Antigone
- Erste Ehefrau: Arsinoë I. von Thrakien, Tochter des Lysimachos und der Nikaia
- Zweite Ehefrau: Arsinoë II., Tochter des Ptolemaios I. Soter und der Berenike – seine Vollschwester

### Innenpolitik
Ptolemaios war ab 283/82 Alleinherrscher und konnte den ererbten Besitz im Wesentlichen wahren. Er begründete den Herrscherkult der Ptolemäer durch Vergöttlichung seiner verstorbenen Eltern als „rettende Götter“ (Θεοὶ Σωτήρες Theoì Sōtḗres). Dabei verband er den Kult um die eigene Familie auch mit dem schon von seinem Vater begründeten Kult des vergöttlichten Alexander, dessen Priester zugleich auch der der Ptolemäer wurde. Aller Wahrscheinlichkeit nach war Ptolemaios II. auch derjenige, der den Leichnam Alexanders des Großen von Memphis nach Alexandria transferieren ließ. Durch die Grablege ihres Gründers (Ktistes) in der Reichshauptstadt sollte der Familie eine zusätzliche Legitimation als Nachfolger Alexanders auf den Pharaonenthron geschaffen werden. Er förderte ebenso Wissenschaft und Dichtkunst im Museion von Alexandria, ließ den Nilkanal zum Roten Meer für den Indienhandel wiederherstellen und den als siebtes Weltwunder bekannten Pharos von Alexandria vollenden, der den „rettenden Göttern“ gewidmet war. Außerdem gründete er unter anderem die Hafenstadt Ptolemais Theron.

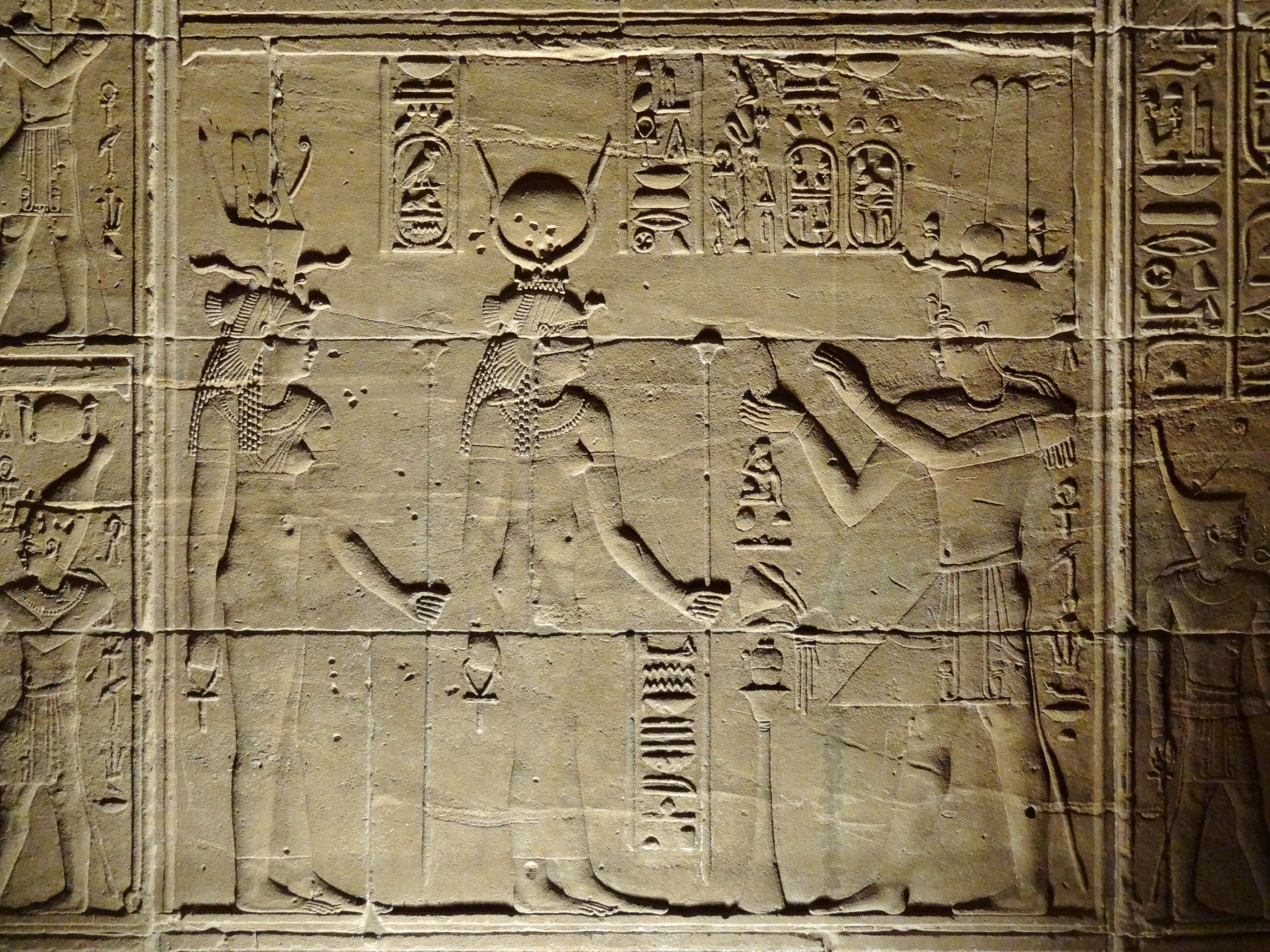
Arsinoë II. und Ptolemaios II. neben der Göttin Isis im Tempel von Philae

Der griechische Dramatiker Lykophron aus Chalkis soll einer von sieben Dichtern am Königshof gewesen sein. Überliefert ist, dass er dem König mit einem Anagramm schmeichelte, indem er die Buchstaben Πτολεμαίος Ptolemaíos in die Reihenfolge απὸ μέλιτος apò mélitos, deutsch ‚aus Honig‘, brachte. Seit dieser Arbeit gilt Lykophron als Vater dieser rhetorischen Kunstform. Der Dichter Theokritos widmete Ptolemaios II. ein Lobgedicht (Idyll XVII).
Nachdem seine erste Gemahlin Arsinoe I. von Thrakien sich 279 an einer Verschwörung gegen ihn beteiligte, wurde sie 278 verstoßen. Seine Vollschwester Arsinoë II., die mit Lysimachos von Thrakien verheiratet worden war, musste fliehen, da sie seinen Sohn Agathokles (den Mann ihrer Halbschwester Lysandra) getötet hatte. Nach einem kurzen Intermezzo mit ihrem Halbbruder Ptolemaios Keraunos, der seinerseits ihre Söhne vergiftete, gelangte sie nach Ägypten und heiratete dort ihren Vollbruder Ptolemaios Philadelphos. Sie ließen sich als gottgleich verehren; jeder, der die für Griechen und Makedonen skandalöse Ehe nicht guthieß, fand durch Unfall oder Mord den Tod.
Nach ihrem Tode wurde seine zweite Gemahlin und leibliche Schwester Arsinoë II. als „geschwisterliebende Göttin“ („Θεὰ Φιλάδελφα Theà Philádelpha“) verehrt.

### Außenpolitik
Ebenso wie sein Vater verfolgte Ptolemaios II. eine sehr aktive und weit über Ägypten hinaus ausgreifende Außenpolitik. 273 wurde erstmals durch gegenseitige Gesandtschaften diplomatischer Kontakt mit Rom als neuer Macht in der westlichen Mittelmeerregion aufgenommen. Ptolemaios unterhielt offenbar auch diplomatische Kontakte zum indischen Maurya-Reich, da ein gewisser Dionysios als Gesandter erwähnt wird, der auch ein heute verlorenes Werk über Indien verfasste (Indika). Gemäß dem 13. Großen Edikt des Ashoka sandte der dritte indische König der Mauryas, Ashoka, um 250 v. Chr. „Religionsbeauftragte“ (dharmamahāmātra) auch ins Reich des Ptolemaios (Tulamaya). Wie weit diese „Religion“ mit dem Buddhismus seiner Zeit übereinstimmte, ist fraglich.
Ptolemaios II. führte den Ersten Syrischen Krieg (274–271) gegen den Seleukiden Antiochos I. sowie den Zweiten Syrischen Krieg (260–253) gegen dessen Sohn Antiochos II. Im Chremonideischen Krieg (267–261) kämpfte er gemeinsam mit Athen und Sparta erfolglos gegen die Antigoniden.